# Цисалпинска република
Цисалпинска република је била Наполеонова вазална држава у северној Италији, а постојала је од 1797. до 1802. године.
После битке код Лодија маја 1796, Наполеон је организовао две државе, једну јужно од реке По — Циспаданску Републику и једну северно — Транспаданску Републику. Те две државе су заједно са Новаром спојене 29. јуна 1797. у једну државу Цисалпинску Републику са седиштем у Милану. Аустрија је признала нову државу Кампоформијским миром од 17. октобра 1797. године.

## Опсег
Цисалпинска република састојала се од:
- бившег Миланског војводства
- делова млетачке републике западно од реке Адиђо
- војводства Модена
- Папски легати
- пијемонтска регија Новара

Република је имала више од 42.500 км и 3.240.000 становника. Главни град је био Милано, који је 1764. имао 124.000 становника. Република је била просперитетна иако је често била на удару страних освајача. Економија се заснивала на пољопривреди, првенствено житарицама. Осим тога постојала је и мала индустрија у успону. Истицала се производња свиле.

## Односи са Швајцарском
Нова влада је тежила да уједини Италију. То је стварало лоше односе са Швајцарском у којој су постојала подручја у којима се говори италијански. 
Уз помоћ Француза потакли су револт у Валтелину, који се придружио републици. Сличан покушај у Лугану завршио је неуспехом. 

## Институционални облик
Институције нове републике су личиле француским. Територија је била подељена у департмане. Имао је два савета: савет старијих и савет млађих. Савет старијих имао је 40 до 60 чланова и одобравао је законе и измене уставне повеље. Други савет је имао 80 до 120 чланова и предлагао је законе. Оба савета су дискутовала о споразумима, избору директората. У законодавном телу су се налазили и људи попут Пјетра Верија и Александра Волте. Директорат је представљао извршну власт и имао је 5 министара. Ипак највиши ауторитет државе је био командант француске војске. Република је усвојила нови француски календар. По узору на француски устав усвојен је 7. јула 1797. нови устав републике.

## Споразум о савезу
Формално република је била независна држава у савезу са Француском. Али споразум о савезу садржавао је одредбу по којој је нова република ефективно потчињена свом савезнику Француској. Французи су контролисали локалну полицију и оставили су војску од 25.000 Француза, коју је република требало да плаћа. Цисалпинска Република је основала и своју војску од још 35.000 војника, са циљем да учествују у ратовима, које Француска води са другима. 
Директорат је 4. марта 1798. предао Савету млађих споразум о савезу на ратификацију. Савет млађих се није сложио са споразумом. Француски генерал Луј Бертје је присиљавао чланове већа да га изгласају. Савет старијих је одбио да прихвати споразум, јер нова република није имала новца да задовољи услове споразума са Французима. Луј Бертје је најпре претио војном управом, али онда је дошао нови француски генерал Брин. Он је сменио поједине чланове Савета старијих и чланове Савета млађих и на крају је споразум потписан 8. јуна 1798. године.

## Друга Република
Република је распуштена после пораза Француске у борби против Друге коалиције у августу 1799. године. Републику је окупирала аустријска војска. После Наполеонове победе у бици код Маренга аустријска војска је после 2. јуна 1800. отишла из Цисалпинске Републике. Република је реформисана Споразумом из Луневила 9. фебруара 1801. године. Територија је проширена аустријским територијама Венеције и дела папских територија. Цисалпинска Република је јануара 1802. променила име и звала се тада Италијанска Република (1802—1805) Наполеон је 24. јануара 1802. себе прогласио председником Италијанске Републике.
Касније је Република постала Краљевина Италија (1805—1814).